# Røde Kabinet
Det Røde Kabinet var en samarbejdsaftale og et kontaktudvalg mellem Socialdemokraterne og SF fra folketingsvalget i 1966 (SF fordoblede sine mandater til 20), hvor de fik flertal i Folketinget. Dette samarbejde blev kaldt for det røde kabinet af oppositionspressen. SF's deltagelse i det såkaldte "røde kabinet" 1966-67 fik sin ende i efteråret 1967, da seks folketingsmedlemmer fra SF nægtede at stemme for en økonomisk stramning over for lønmodtagerne. Skuffelsen herover førte i slutningen af 1967 til en sprængning af SF med oprettelsen af det mere venstreorienterede Venstresocialisterne (VS) til følge. Ved afstemning i Folketinget samme år stemte VS sammen med de borgerlige partier og væltede regeringen. Resultatet blev et valg, der bragte VKR-regeringen til magten. Denne regering regerede frem til 1971, hvor Krag atter blev statsminister.